# Инал-Ипа, Шалва Денисович
Ша́лва Дени́сович Ина́л-Ипа́ (абх. Шьалуа Иналиԥа) (20 октября 1916 — 22 сентября 1995) — советский абхазский историк, этнограф и литературовед. Представитель княжеского рода Инал-Ипа. Доктор исторических наук. 
Родился в селе Гуп Очамчырского района, в семье служащего.
В 1941 году окончил Московский индустриально-педагогический институт имени Карла Либкнехта; в 1946 — курс аспирантуры при Институте истории, археологии и этнографии АИТССР. Кандидат исторических наук (1948), тема диссертации «Брачно-правовые нормы абхазов». Доктор исторических наук (1962), тема диссертации — «Абхазы».
Научный сотрудник Абхазского института языка, литературы и истории (с 1946), заместитель директора Абхазского института (1968—1988), главный научный сотрудник (с 1988). Издано более 100 работ. Участник многочисленных Всесоюзных и региональных сессий и конференций (начиная с 1948), Всемирных конгрессов (Москва, 1964; Чикаго, 1973).

## Семья
- Супруга — Мирра Константиновна Хотелашвили (1929–2024), историк, сотрудник Абхазского национального музея.
  - Сын — Адгур Инал-ипа (1952—1993), учёный в области моделирования дистанционного зондирования поверхности Фобоса, техники физического эксперимента, автоматизации физических исследований, один из основоположников компьютерного программирования в Абхазии. Погиб во время войны в Абхазии[1].
  - Дочь — Арда Инал-Ипа, абхазский психолог, политолог. Автор нескольких десятков статей по демократическому строительству в Республике Абхазия, по грузино-абхазскому конфликту и по психологии[2].

## Труды
- Абхазо-кабардинские этнографические параллели // Вопросы кавказской филологии и истории. — Нальчик, 1982. — С. 68—84.
- Абхазские пословицы. — Сухуми, 1967. — 118 с. (в соавторстве с С. Аделйба)
- Абхазы // Народы Кавказа (серия «Народы мира»). — М., 1962. — Т. ll. — С. 371—420.
- Абхазы. Историко-этнографические очерки. — Сухуми, 1960. — 447 с. || . — 2-е изд., перераб. и доп. — Сухуми, 1965. — 694 с.
- Антропонимия абхазов. — Майкоп, 2002. — 384 с. Архивировано 26 января 2012 года.
- Введение (Из истории изучения долгожительства в Абхазии) // Среди долгожителей Абхазии. — Тбилиси, 1987. — С. 3—11.
- Вопросы этно-культурной истории абхазов. — Сухуми, 1976. — 463 с.
- Воспитание ребёнка по обычаю аталычества у абхазов // Тр. / Абхазский ин-т литературы и истории АН Грузинской ССР. — Сухуми, 1955. — Т. 26. — С. 155—204.
- Дурипш (Историко-этнографический очерк). — Сухуми, 1981. — 113 с.
- Дурипш (Опыт историко-этнографического изучения колхозного быта абхазской деревни) // Тр. / Абхазский ин-т литературы и истории АН Грузинской ССР. — Сухуми, 1958. — Т. 29. — С. 77—100.
- Заметки о развитии абхазской литературы. — Сухуми, 1967. — С. 195.
- Зарубежные абхазы : Историко-этнографические этюды. — Сухуми, 1990. — 136 с.
- Из истории абхазской литературы. — Сухуми, 1961. — 425 с.
- Из скотоводческого культа абхазов (Алышкинтыр) // Изв. Абхазского ин-та языка, литературы и истории АН Грузинской ССР. — 1983. — Т. 12. — С. 45-63.
- Исторические корни древней культурной общности кавказских народов (Опыт сравнительного изучения нартского эпоса) // Сказания о нартах - эпос народов Кавказа. — М.: Наука, 1969. — С. 30—68.
- Исторический очерк // Абхазское долгожительство. — М., 1987. — С. 18—26. (при участии А. А. Воронова).
- К абхазо-осетинским этнокультурным связям // Происхождение осетинского народа. — Орджоникидзе, 1967. — С. 215—225.
- К вопросу о балкано-кавказских исторических связях // Изв. Абхазского ин-та языка, литературы и истории АН Грузинской ССР. — 1981. — Т. 10. — С. 98—105.
- К вопросу о древних этнокультурных связях Западного Кавказа и Малой Азии // Междунар. конг. антропологических и этнографических наук, 9-й (Чикаго, сент. 1973) : Докл. советской делегации. — М., 1973. — С. 18.
- К вопросу о материально-родовом строе в Абхазии // Тр. / Абхазский ин-т литературы и истории АН Грузинской ССР. — Сухуми, 1954. — Т. 25. — С. 213—170.
- К изучению абхазского народного кодекса "Апсуара" // Абаза. — 1997. — № 2. — С. 19—22.
- Краткий очерк истории абхазской письменности (абх.) // Алашара. — 1955. — № 3. — С. 87—92.
- Некоторые вопросы абхазского фольклора и литературы (абх.). — Сухуми, 1955. — 411 с.
- Некоторые вопросы кавказоведения в трудах П. К. Услара // Уч. зап. Адыгейского НИИ языка, литературы и истории. — Майкоп, 1968. — Т. 8. — С. 25—38.
- Некоторые черты патриархального абхазского общества // Краткие сообщения Ин-та этнографии. — 1959. — С. 56—60.
- О генезисе образа «Анцва» - верховного бога абхазов // Изв. Абхазского ин-та языка, литературы и истории АН Грузинской ССР. — 1974. — Т. 3. — С. 159—171.
- О мореплавании в Абхазии в античный период и феодальную эпоху // Тр. / Абхазский ин-т литературы и истории АН Грузинской ССР. — Сухуми, 1959. — Т. 30. — С. 73—90.
- О новом быте в абхазской деревне // Тр. / Абхазский ин-т литературы и истории АН Грузинской ССР. — Сухуми, 1951. — Т. 24. — С. 173—222.
- О принципах составления сводного текста абхазского нартского эпоса // Изв. Абхазского ин-та языка, литературы и истории АН Грузинской ССР. — Тбилиси, 1972. — Т. l. — С. 43—57.
- О содержании термина «апсха» — «царь Абхазии» // Тр. / Абхазский ин-т литературы и истории АН Грузинской ССР. — Сухуми, 1963. — Т. 33-34. — С. 168—178.
- Об абхазо-адыгских этнографических параллелях // Уч. зап. Адыгейского НИИ языка, литературы и истории. — Краснодар, 1965. — Т. 4. — С. 222—246.
- Об абхазских нартских сказаниях // Тр. / Абхазский ин-т литературы и истории АН Грузинской ССР. — Сухуми, 1949. — Т. 23. — С. 81—120.
- Об изменении этнической ситуации в Абхазии в XIX - начале XX в. // Сов. этнография. — 1990. — № 1. — С. 38—49.
- Об этногенезе древне-абхазских племён // Докл. / Междунар. конг. антропологических и этнографических наук, 7-й. — М., 1964. — С. 10.
- Очерки об абхазском этикете. — Сухуми, 1984. — 190 с.
- Очерки по истории брака и семьи у абхазов. — Сухуми, 1954. — 205 с.
- Памятники абхазского фольклора : Нарты Ацаны : (Сб. статей и материалов). — Сухуми, 1977. — 199 с.
- Прыжок благородного оленя (К 100-летию Д. И. Гулиа). — Сухуми, 1974. — 92 с.
- Развитие абхазской литературы за годы Советской власти // Тр. / Абхазский ин-т языка, литературы и истории. — Сухуми: Изд-во АН ГССР, 1961. — Т. 32. — С. 35—51.
- Раздел главы «Скотоводство» // Земледелие и скотоводство у абхазов (Матер. к историко-этнографич. атласу Грузии). — Тбилиси, 1986. — С. 106—197.
- Садзы : Историко-этнографические этюды. — М., 1995. — 286 с.
- Северо-западные пределы распространения абхазов в первой половине XIX в. // Изв. Абхазского ин-та языка, литературы и истории АН Грузинской ССР. — 1989. — Т. 15. — С. 80—104.
- Социальная сущность аталычества в Абхазии в XIX в. // Тр. / Абхазский ин-т литературы и истории АН Грузинской ССР. — Сухуми, 1956. — Т. 27. — С. 71—125.
- Страницы абхазской литературы. — Сухуми, 1980. — 250 с.
- Страницы исторической этнографии абхазов (Материалы и исследования). — Сухуми, 1971. — 312 с.
- Ступени к исторической действительности (Об этнической ситуации в Абхазии XIV - начала XX вв.). — Сухуми, 1992. — 148 с.
- Традиции и современность (По материалам этнографии абхазов). — Сухуми, 1973. — 96 с. || . — 2-е изд., перераб. и доп. — Сухуми, 1978. — 111 с.
- Тропами к вершинам : Сб. критич. статей и материалов (абх.). — Сухуми, 1975. — 287 с.
- Труды, материалы и исследования по вопросам исторической этнографии абхазов. — Сухуми, 1988. — 337 с.
- Что рассказывают абхазы о древнейшем населении Абхазии и своем происхождении (Матер. с коммент.) // Абхазоведение. Язык. Фольклор. Литература. — Сухум, 2006. — Вып. 2. — С. 193—255.
- Шота Руставели (абх.). — Сухуми, 1966. — 95 с.